# Il Piccolo
Il Piccolo (signifiant en italien « le Petit ») est le premier quotidien de Trieste en Italie. Il diffuse à 40 000 exemplaires en moyenne (2005). Il appartient au Gruppo Editoriale Espresso (qui publie aussi L'espresso). Il est plus que centenaire, ayant été fondé par Teodoro Mayer en 1881.
Son nom dérive du format initial du journal (30 cm par 45,5).